# نيكلاس أدلر
نيكلاس أدلر (بالسويدية: Niclas Adler)‏ هو منظر أعمال ‏ سويدي، ولد في 30 أبريل 1971.